# Wilsonia pusilla
La reinita de Wilson o chipe coroninegro (Cardellina pusilla), es una especie de pequeña ave paseriforme de la familia de los parúlidos. Es una especie migratoria que anida en vastas zonas de Alaska, Canadá y la costa este de los Estados Unidos, e inverna principalmente en México y América Central.